# Frans Alfred Meeng
Frans Alfred Meeng (18 gennaio 1910 – 18 settembre 1944) è stato un calciatore indonesiano, di ruolo centrocampista.

## Carriera
Prese parte con la Nazionale delle Indie Orientali Olandesi ai Mondiali del 1938.